# Boisset-lès-Montrond
Boisset-lès-Montrond là một xã trong tỉnh Loire miền trung nước Pháp.